# Åbenrå
Pour les articles homonymes, voir Aabenraa (homonymie).
Åbenrå ou Aabenraa (Appenrade en français) est une ville danoise de la région du Danemark du Sud. Elle est depuis le 1er janvier 2007 le chef-lieu de la commune d'Åbenrå.
Située sur le fjord Åbenrå donnant sur la mer Baltique, elle abrite un port de commerce. La ville comptait  16 401 habitants en 2022, et la municipalité d'Aabenraa 58 693.
Située à 60 kilomètres de la ville allemande de Schleswig, Åbenrå — Apenrade en allemand — est le centre politique et culturel de la minorité allemande, avec lycée, école, jardin d'enfants ou bibliothèque.

## Toponymie

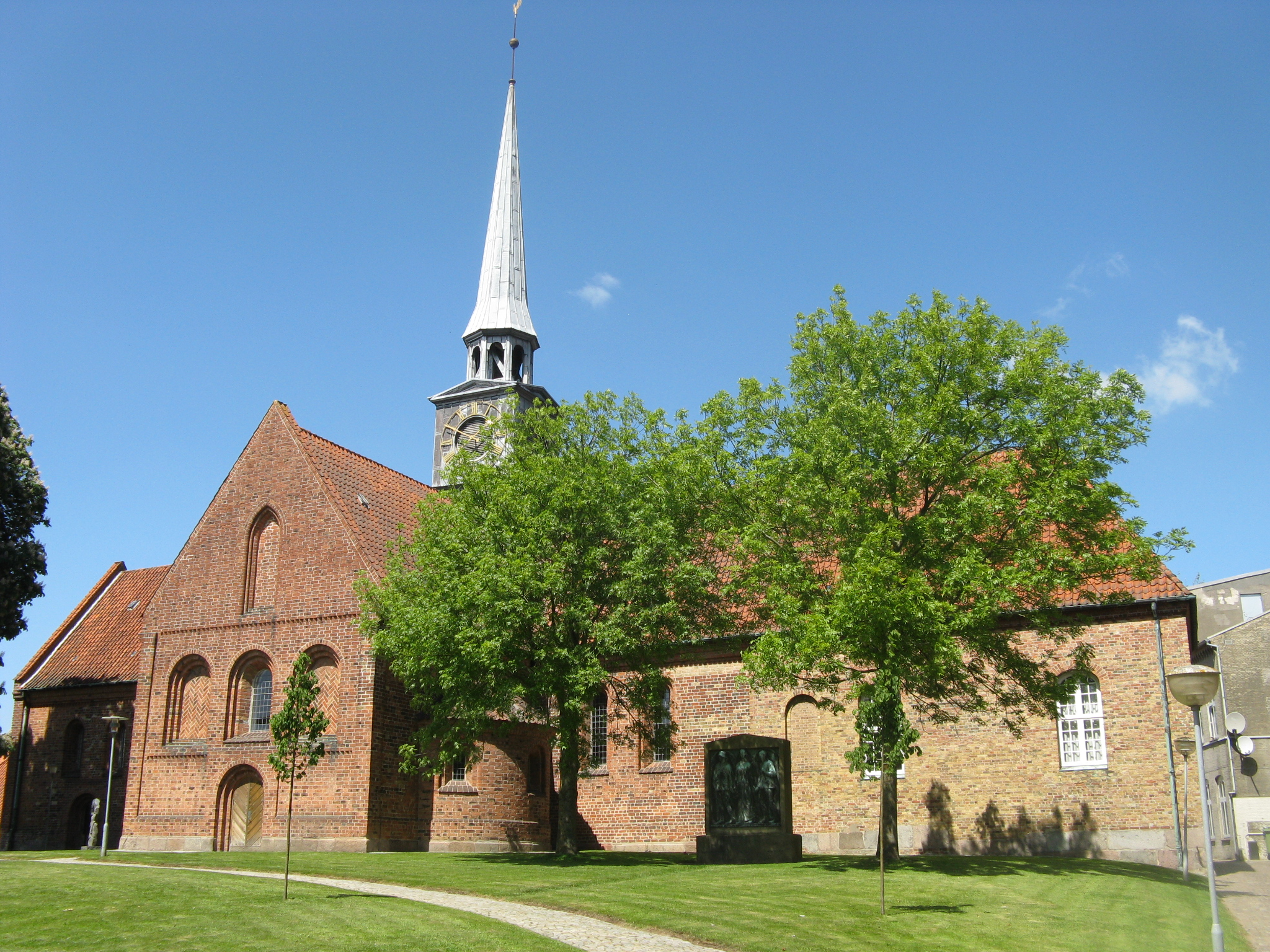
Église Saint-Nicolas.

La ville est fondée au XIIIe siècle sous le nom danois Opnør(aa), puis elle prend le nom allemand d'« Apenrade ». Son nom moderne danois « Aabenraa » est créé au milieu du XIXe siècle.
Son nom Åbenrå, en dialecte Affenrå, signifie littéralement « plage ouverte » (en danois moderne åben strand). Il est parfois graphié « Abenra » sans le rond en chef.

## Histoire
La ville, fondée au XIIIe siècle, est partie intégrante du Royaume du Danemark (Jutland du sud) au Moyen Âge, puis de l'ancien duché de Schleswig en liaison avec le Danemark par union personnelle. Elle est cédée à la Prusse après la guerre des Duchés de 1864.
En 1920, la cité devient danoise après les plébiscites du Schleswig — se référant aux dispositions du traité de Versailles — 55 % des votes des habitants de la ville était en faveur d'un maintien en Allemagne.
Elle se trouvait dans l'amt du Jutland-du-Sud jusqu'au 31 décembre 2006, et se trouve depuis dans la région du Danemark-du-Sud.

## Personnalité
- Ernst Reuter (1889-1953), premier bourgmestre-gouverneur de Berlin après la fin de la Seconde Guerre mondiale
- Franciska Clausen (1899-1986), peintre, née et morte à Åbenrå.
- Jens-Peter Bonde (1948-2021), personnalité politique danoise.